# Operaciones de conjuntos borrosos
Las operaciones de conjuntos borrosos son generalizaciones de las operaciones de conjuntos clásico . Hay más de una generalización posible. Las operaciones más utilizadas se denominan operaciones estándar de conjuntos borrosos. Hay tres operaciones: complementos borrosos, intersecciones borrosas y uniones borrosas .

## Operaciones estándar de conjuntos borrosos
Sean A y B conjuntos borrosos, donde A, B ⊆ U, u es cualquier elemento (por ejemplo, valor) en el universo U: u ∈ U.
Complemento estándar:
{\displaystyle \mu _{\lnot {A}}(u)=1-\mu _{A}(u)}
El complemento, a veces, se denota por ∁A o A∁, en lugar de ¬A.

Intersección estándar
{\displaystyle \mu _{A\cap B}(u)=\min\{\mu _{A}(u),\mu _{B}(u)\}}
Unión estándar:
{\displaystyle \mu _{A\cup B}(u)=\max\{\mu _{A}(u),\mu _{B}(u)\}}
En general, la terna (i,u,n) se llama terna De Morgan bicondicional (sii)
- i es una t-norma ,
- u es una t-conorma (conocida también como s-norma),
- n es un negador fuerte,

de modo que para todo x,y ∈ [0,1] se cumple lo siguiente:
u(x, y) = n( i( n(x), n(y) ) )
(relación generalizada de De Morgan). Esto implica los axiomas proporcionados en detalle, a continuación.

## Complementos borrosos
μA(x) se define como el grado en que x pertenece a A. Sea ∁A un complemento borroso de A de tipo c. Entonces μ∁A(x) es el grado en que x pertenece a ∁A, y el grado en que x no pertenece a A. (μA(x) es por lo tanto, el grado en que x no pertenece a ∁A.) Sea un complemento ∁ A definido por una función
c: [0,1] → [0,1]
Para todo x ∈ U : μ ∁A ( x ) = c ( μ A ( x ))

### Axiomas para complementos borrosos
Axioma c1. Condición de contorno
c(0) = 1 y c (1) = 0
Axioma c2. Monotonicidad
Para todo a, b ∈ [0, 1], si a < b, entonces c(a) > c(b)
Axioma c3. Continuidad
c es función continua.
Axioma c4. Involuciones
c es una involución, lo que significa que c (c(a)) = a para cada a ∈ [0,1]
c es un negador fuerte (conocido también como complemento borroso ).
Una función c que satisface los axiomas c1 y c3 tiene al menos un punto fijo a* con c(a*) = a*, y si también se cumple el axioma c2, hay exactamente un punto fijo. Para el negador estándar c(x) = 1-x, el único punto fijo es a* = 0.5.

## Intersecciones borrosas
La intersección de dos conjuntos borrosos A y B se realiza, generalmente, por medio de una operación binaria en el intervalo unitario, una función de la forma
i: [0,1]×[0,1] → [0,1].
Para todo x ∈ U : μ A ∩ B (x) = i [μA(x), μB(x)].

### Axiomas para la intersección borrosa
Axioma i1. Condición de contorno
i(a, 1) = a
Axioma i2. Monotonicidad
b ≤ d implica i(a, b) ≤ i(a, d)
Axioma i3. Conmutatividad
i(a, b) = i(b, a)
Axioma i4. Asociatividad
i(a, i(b, d)) = i(i(a, b), d)
Axioma i5. Continuidad
i es una función continua
Axioma i6. Subidempotencia
i(a, a) < a para todo 0 < a < 1
Axioma i7. Monotonicidad estricta
i(a1, b1) < i(a2, b2) si a1 < a2 y  b1 < b2
Los axiomas i1 hasta i4 definen una t-norma (también conocida como intersección difusa ). La t-norma estándar min es la única t-norma idempotente (es decir, i(a1, a1) = a para todo a ∈ [0,1]).

## Uniones borrosas
La unión de dos conjuntos borrosos A y B se especifica generalmente, a través de una operación binaria sobre la función de intervalo unitario, de la forma
u: [0,1]×[0,1] → [0,1].
Para todo x ∈ U : μA ∪ B(x) = u[μA(x), μB(x)]

### Axiomas para unión borrosa
Axioma u1. Condición de contorno
u(a, 0) =u(0 ,a) = a
Axioma u2. Monotonicidad
b ≤ d implica u(a, b) ≤ u(a, d)
Axioma u3. conmutatividad
u(a, b) = u(b, a)
Axioma u4. Asociatividad
u(a, u(b, d)) = u(u(a, b), d)
Axioma u5. Continuidad
u es una función continua
Axioma u6. Superidempotencia
u(a, a) > a para todo 0 < a < 1
Axioma u7. Monotonicidad estricta
a1 < a2 y b1 < b2  implica que u(a1, b1) < u(a2, b2)
Los axiomas u1 hasta u4 definen una t-conorma (también conocida como s-norma o unión difusa ). La t-conorma max estándar es la única t-conorma idempotente (es decir, u(a1, a1) = a para todo a ∈ [0,1]).

## Operaciones de agregación
Las operaciones de agregación en conjuntos borrosos son mediante las cuales varios conjuntos borrosos se combinan de una manera deseable para producir un único conjunto borroso.
La operación de agregación en n conjuntos difusos (2 ≤ n) se define mediante una función
h: [0,1] n → [0,1]

### Axiomas para operaciones de agregación de conjuntos borrosos
Axioma h1. Condición de contorno
h(0, 0, ..., 0) = 0  and  h(1, 1, ..., 1) = uno
Axioma h2. Monotonicidad
Para cualquier par <a1, a2, ..., an> y <b1, b2, ..., bn> de n-tuplas tales que ai, bi ∈ [0,1] para toda i ∈ Nn, si ai ≤ bi para todo i ∈ Nn, entonces h(a1, a2, ...,an) ≤ h(b1, b2, ..., bn); es decir, h es monótonamente creciente en todos sus argumentos.
Axioma h3. Continuidad
h es una función continua.